# Ron Hornby
Ronald Hornby (13 tháng 4 năm 1914 – 13 tháng 7 năm 1962) là một cầu thủ bóng đá thi đấu cho Stalybridge Celtic, Rochdale và Burnley.